# Кошарська сільська рада (Роздільнянський район)
Коша́рська сільська́ ра́да — колишня адміністративно-територіальна одиниця та орган місцевого самоврядування в Роздільнянському районі (поділ 1930-2020) Одеської області. Адміністративний центр — село Кошари. 
Дата ліквідації АТО — 17 липня 2020 року.

## Загальні відомості
Кошарська сільська рада утворена в 1989 році.
- Територія ради: 65,785 км²
- Населення ради: 884 особи (станом на 2001 рік)

## Історія
Виконавчий комітет Одеської обласної Ради народних депутатів рішенням від 22 травня 1989 року вніс в адміністративно-територіальний устрій Роздільнянського району зміни утворивши Кошарську сільраду з центром в селі Кошари й сільській раді підпорядкував село Лозове Понятівської сільради.
Відповідно до розпорядження КМУ № 623-р від 27 травня 2020 року «Про затвердження перспективного плану формування територій громад Одеської області» Кошарська сільська рада як АТО разом ще з 9 сільрадами й 1 міською радою району ввійшла до складу спроможної Роздільнянської міської громади.
Сільрада як ОМС реорганізована з 10 грудня 2020 року шляхом приєднання до Роздільнянської міської ради.

## Населені пункти
Сільській раді були підпорядковані населені пункти:
- с. Кошари
- с. Лозове

## Населення
За переписом населення України 2001 року в сільській раді мешкали 884 особи.

### Мова
Розподіл населення за рідною мовою за даними перепису 2001 року:
| Мова       | Відсоток |
| ---------- | -------- |
| українська | 87,10 %  |
| російська  | 8,94 %   |
| молдовська | 3,39 %   |
| білоруська | 0,23 %   |
| інші       | 0,34 %   |

## Склад ради
Рада складалася з 12 депутатів та голови.
- Голова ради:

### Керівний склад попередніх скликань
| Прізвище, ім'я, по батькові | Основні відомості                                    | Дата обрання | Дата звільнення |
| --------------------------- | ---------------------------------------------------- | ------------ | --------------- |
| Іваницький Іван Іванович    | Сільський голова, 1964 року народження, безпартійний | 26.03.2006   | 31.10.2010      |

Примітка: таблиця складена за даними сайту Верховної Ради України

### Депутати
За результатами місцевих виборів 2010 року депутатами ради стали:

#### За суб'єктами висування
| Суб'єкт висування | Кількість обраних депутатів | %  |
| ----------------- | --------------------------- | -- |
| Партія регіонів   | 9                           | 75 |
| Народна партія    | 3                           | 25 |

#### За округами
| № округу        | Прізвище, ім'я, по батькові       | Дата визнання обраним | Освіта             | Партійна приналежність | Відомості про обраного депутата                                  |
| --------------- | --------------------------------- | --------------------- | ------------------ | ---------------------- | ---------------------------------------------------------------- |
| Народна Партія  |                                   |                       |                    |                        |                                                                  |
| 6               | Леонова Любов Володимирівна       | 16.11.2010            | середня спеціальна | член Народної партії   | загальноосвітня школа с. Кошари, вчитель                         |
| 8               | Наумчук Адам Олександрович        | 16.11.2010            | середня            | член Народної партії   | пенсіонер                                                        |
| 9               | Сазанська Ірина Миколаївна        | 16.11.2010            | вища               | член Народної партії   | загальноосвітня школа с. Кошари, директор                        |
| Партія регіонів |                                   |                       |                    |                        |                                                                  |
| 1               | Каретко Валентина Станіславівна   | 16.11.2010            | середня спеціальна | член Партії регіонів   | Кошарська сільська рада, секретар                                |
| 2               | Бистрицький Леонтій Станіславович | 16.11.2010            | середня спеціальна | член Партії регіонів   | Роздільнянська ЦРЛ, фельдшер                                     |
| 3               | Дурдук Любов Іванівна             | 16.11.2010            | середня            | член Партії регіонів   | пенсіонер                                                        |
| 4               | Каретко Володимир Сергійович      | 16.11.2010            | незакінчена вища   | член Партії регіонів   | сільськогосподарський виробничий кооператив «Світанок», інженер  |
| 5               | Лембас Михайло Петрович           | 16.11.2010            | вища               | член Партії регіонів   | загальноосвітня школа с. Кошари, вчитель                         |
| 7               | Маслийчук Валентина Григорівна    | 16.11.2010            | середня спеціальна | член Партії регіонів   | сільськогосподарський виробничий кооператив «Освіта», обліковець |
| 10              | Сергієнко Софія Михайлівна        | 16.11.2010            | вища               | член Партії регіонів   | дитячий садок с. Кошари, зав. дитячого садка                     |
| 11              | Чебан Василь Миколайович          | 16.11.2010            | середня            | член Партії регіонів   | тимчасово не працює                                              |
| 12              | Чергуца Галина Миколаївна         | 16.11.2010            | середня            | член Партії регіонів   | тимчасово не працює                                              |